# 二葉要
二葉 要（ふたば かなめ、1991年〈平成3年〉4月8日 - ）は、日本の俳優、歌手、声優。大阪府出身。ソニー・ミュージックエンタテインメント所属。劇団山田ジャパンの団員。

## 人物
双子の兄である二葉勇とTWiN PARADOXというユニットを組んで音楽活動をしている。
趣味は映画鑑賞、カラオケ、ギター、スポーツ観戦。特技は野球（小学校から高校まで11年間経験）、歌。
シルバー文鳥のメスをペットとして飼っている。名前は「ぷーちゃん」「プーちゃん」「ぷぅちゃん」など表記はさまざま。双子の兄・勇がオーナー兼出資者である。自分より兄に懐いていることが不服な様子。

## 出演

### 舞台
- 劇団番町ボーイズ☆
  - 第2回本公演「MY DOOR〜熱〜」（2015年9月） - 植竹勝里 役[4]
  - 第3回本公演「HOME〜魔女とブリキの勇者たち〜」（2015年11月） - 蜂須賀純平 役[5][6]
  - 第4回本公演with人狼TLPT S「天下統一恋の乱 Love Ballad 〜序章〜」（2016年10月） - 織田信長 役[7]
  - 第6回本公演「ギブアップダンス!!!」（2017年3月） - 南雲佐登志 役[8]
  - 第8回本公演「ニーテンナナゴー」（2017年7月） - 六本木 役[9][10]
  - 第12回本公演「さらば、ゴールドマウンテン」（2018年8月） - 加藤 役[11]
  - 劇団番町ボーイズ☆×10神ACTORコラボ公演 スイーツボーイズ3rd「甘くはないぜ!3」（2019年2月） - 加賀尾千代太 役[12]
  - 劇団番町ボーイズ☆×10神ACTORコラボ公演 舞台「クローズZERO」（2019年5月- 6月） - 三上豪 役[13]
  - 劇団番町ボーイズ☆NEXT第2回公演「ギブアップダンス!!!」（2021年2月6日・7日） - ゲスト出演 二葉要 役[14]
- ミュージカル『テニスの王子様』3rdシーズン - 佐伯虎次郎 役[15]
  - 青学VS六角（2016年12月 - 2017年2月）[16]
  - コンサート Dream Live 2017（2017年5月）[17]
  - 青学VS立海（2017年7月 - 10月）[18]
  - TEAM Party SEIGAKU・ROKKAKU（2017年10月 - 11月）[19][20]
  - 青学vs比嘉（2017年12月 - 2018年2月）[21]
  - コンサート Dream Live 2018（2018年5月）[22]
  - 秋の大運動会 2019（2019年10月） ※出演見合わせ[23][24]
  - コンサート Dream Live 2020（2020年5月） ※公演中止[25][26]
- 舞台「ひらがな男子」（2018年7月） - に 役[27]
- アメコミリーグ ビギンズ（2018年11月）
- 熱血硬派くにおくん 乱闘演舞編（2018年11月） - りゅうじ 役[28]
- ミュージカル『刀剣乱舞』 - 結城秀康 役
  - 〜葵咲本紀〜（2019年8月 - 9月） ※急病のため途中降板[29][30]
  - 歌合 乱舞狂乱 2019（2019年11月 - 2020年1月）[31]
- SEPT Vol.9『ReAnimation』（2020年12月） - 来栖明 役[32]
- 舞台TWiN PARADOX「SONG STORY Vol.1〜誕生日記念公演〜」（2021年3月）[33]
- BARREL Produce 「99」（ナインティナイン）（2021年4月） - ジュニア 役[34]
- 音楽劇「Zip&Candy」（2021年5月） - カムバック 役 ※公演中止[35][36]
- ハンサム落語2021（2021年5月） [37]
- 舞台「風が強く吹いている」 - 城次郎（ジョージ） 役
  - 2021年6月[38]
  - 2023年1月[39]
- 歌劇『桜蘭高校ホスト部』 - 常陸院馨 役
  - 歌劇『桜蘭高校ホスト部』（2022年1月）[40]
  - 歌劇『桜蘭高校ホスト部』ƒ（2022年12月）[41][42]
  - 歌劇『桜蘭高校ホスト部』Fine（2023年12月）[43]
- 第1回 カタチ発表会（2022年3月）[44]
- 比翼の人（2022年6月）[45]
- 遠く吠えて花火をあげる（2023年2月） - ウツロ 役[46]
- 舞台「吸血鬼すぐ死ぬ」（2023年6月） - ショット 役[47]
- 劇団ミュOp.1 ミュージカル「Liebe 〜シューマンの愛したひと〜」（2024年1月 - 2月） - シューマン 役[48]
- 舞台「蒼穹の王」（2024年2月）[49]
- 舞台「愛称→蔑称」（2024年3月）[50]
- ぐりむの法則「再演・オウムノウシス」Bチーム・Cチーム（2024年5月） - インコ 役[51]
- 山田ジャパン「大渋滞 2024」（2024年9月）[52]
- ミュージカル「ロミオの青い空」〜誓い〜（2025年5月） - アンゼルモ 役[53]
- 舞台「葬列の王」（2025年7月）[54]
- 朗読劇「歌われなかった海賊へ」（2025年8月〈予定〉） - ドクトル 役[55]
- 山田ジャパン「ドラマプランニング」（2025年9月 - 10月〈予定〉）[56]
- ミュージカル「青春-AOHARU-鉄道」コンサート Rails Live 2025（2025年11月〈予定〉） - 東武伊勢崎線 / IGRいわて銀河鉄道 役[57]

### イベント
- ミュージカル『テニスの王子様』3rdシーズン Thank-you Festival 2020（2020年2月27日、カルッツかわさき ホール）[58][59]

### ネット配信
- レジスタンスイレブン 〜見えない敵を封鎖せよ〜（2020年6月） [60]
- ますもと新歌劇 〜底辺魔王と天空の双子（ジェミニ）〜（2020年9月）[61]
- ミュージカル『テニスの王子様』Dream Stream（2020年11月） - 佐伯虎次郎 役 [62]

### テレビドラマ
- 今夜はオンライン飲み会デス（2020年6月10日 - 24日、テレビ西日本） - きょうた 役[63]

### ウェブドラマ
- ギーツエクストラ 仮面ライダーパンクジャック（2023年5月21日、東映特撮ファンクラブ） - 雨宮ヒロキ / 仮面ライダーブッチー 役[64]

### ゲーム
- ディズニー ツイステッドワンダーランド（2020年3月18日） -  ジャミル・バイパー 役[65]

### テレビ番組
- 番町ボーイずん（2016年1月 - 9月、TOKYO MX）[66]
- マル★カツ定食（2016年6月 - 2017年6月、ディズニー・チャンネル）[67]
- テアトル★番町（2017年1月 - 6月、TOKYO MX）[68]
- テアトル★番町W（2017年7月 - 10月、TOKYO MX）
- レジスタンスイレブン 〜見えない敵を封鎖せよ〜（2020年8月、日テレプラス）[60]
- モンスターライフ（2020年10月 - 、仙台放送）[69]

### テレビアニメ
- Fate/Grand Order -絶対魔獣戦線バビロニア-（2019年10月） - ウルク市民 役